# Лиефельд, Хенрик
Хенрик Лиефельд (пол. Henryk Liefeldt ; 14 апреля 1894, Варшава — 13 сентября 1937, Варшава) — польский спортсмен-автогонщик, инженер-механик, конструктор. Первый чемпион Польши по автогонкам (1927).

## Биография
Автоспортом начал заниматься в 1912 году. После окончания Первой мировой войны вместе с напарником Стефаном Шифнером открыл в Варшаве механическую мастерскую и предприятие по производству моторов.
В 1923 году во Львове участвовал в первых гонках Леополис Гран-При (Leopolis Grand Prix). Участвовать вызвались 14 владельцев автомобилей и 11 владельцев мотоциклов. Победитель должен был получить специальный приз — старинную чашу. В этой гонке победил варшавянин Хенрик Лиефельд на «Аустро-Даймлер», а среди мотоциклистов победу праздновал львовянин Рудавский.
За заслуги в развитии автомобильного спорта автоклуб Польши в 1927 году присвоил Х. Лиефельду титул чемпиона страны по автогонкам. Х. Лиефельд на протяжении нескольких лет подряд побеждал в различных автогонках, которые устраивались во Львове. В 1928 и 1930 гг. вновь становился победителем Гран-При Львова. В 1930 году Генрик Лиефельд проезжал круг со средней скоростью 81 км/час и завоевал главный приз — 825 американских долларов из общего призового фонда 1250 долларов США.
Кроме шоссейных гонок по городу, в 1928 году были впервые проведены гонки на трассе Львов-Стрый. Особенностью этой гонки стало то, что все автомобили уже были спортивными.
Входил в состав руководства Автомобильного клуба Польши. В 1937 году был награждён Золотым крестом заслуги.
Похоронен на лютеранском кладбище Варшавы.